# Klaksvík
Klaksvík je drugi po veličini grad na Farskim Otocima. U gradu se nalazi luka namijenjena ribarstvu. 

## Vanjske poveznice
- Klaksvik na Faroeislands.dk  Arhivirana inačica izvorne stranice od 30. svibnja 2009. (Wayback Machine)